# Lamprosema sibirialis
Lamprosema sibirialis là một loài bướm đêm trong họ Crambidae.